# Leila Forouhar
Leila Forouhar is een Perzische pop- en klassieke zangeres. Ze was een kindsterretje en acteerde vanaf de leeftijd van 3. Ze verhuisde in 1986 naar het naastgelegen Turkije en vervolgens naar Parijs, voordat ze in 1988 naar Los Angeles emigreerde.
- International Standard Name Identifier: 0000 0004 6133 8275
- Library of Congress Control Number: n2007005171
- MusicBrainz: a310c17f-1445-4a9e-8e72-1ad8f62c4579
- Virtual International Authority File: 9291435
- WorldCat: E39PBJd3K3XMtqd3xpvMkY6R8C